# Quân hàm lực lượng Zollgrenzschutz
Dưới đât là bảng so sánh các cấp bậc thuộc lực lượng Bộ đội Biên phòng Hải quan Đức quốc xã

## Cấp bậc
| Vá cổ áo | Cầu vai | Cấp bặc của ZGS                                                                            | Dịch | Tương đương trong Lục quân |
| -------- | ------- | ------------------------------------------------------------------------------------------ | --- | -------------------------- |
|          |         | Reichsminister der Finanzen                                                                | Bộ trưởng Bộ Tài chính Đế chế                                                                            | Đại tướng                  |
|          |         | Staatssekretär                                                                             | Thư ký Nhà nước/ Chính phủ                                                                               | Thượng tướng Binh chủng    |
|          |         | Generalinspekteur des Zollgrenzschutzes Ministerialdirektor                                | Tổng Thanh tra Bộ đội Biên phòng Hải quan Bộ trưởng                                                      | Trung tướng                |
|          |         | Oberfinanzpräsident                                                                        | Chủ tịch tài chính cấp cao                                                                               | Thiếu tướng                |
|          |         | Ministerialrat Finanzpräsident                                                             | Cố vấn Bộ trưởng Chủ tịch Tài chính                                                                      | Đại tá                     |
|          |         | Oberregierungsrat                                                                          | Cố vấn Chính phủ cao cấp                                                                                 | Trung tá                   |
|          |         | Zollamtmann Zollrat Oberzollrat Regierungsrat                                              | Công chức Hải quan Tham tán Hải quan Tham tán Hải quan Cao cấp Tham tán Chính phủ                        | Thiếu tá                   |
|          |         | Oberzollinspektor Regierungsassessor Regierungsrat with less than three years in the grade | Thanh tra Hải quan cấp cao Thẩm định viên của Chính phủ Cố vấn Chính phủ có trình độ học vấn dưới ba lớp | Đại úy                     |
|          |         | Zollinspektor                                                                              | Thanh tra hải quan                                                                                       | Thượng úy                  |
|          |         | Oberzollsekretär                                                                           | Thư ký hải quan cấp cao                                                                                  | Trung úy                   |
|          |         | Zollsekretär Hilfzollsekretär                                                              | Thư ký hải quan                                                                                          | Thượng sĩ tham mưu         |
|          |         | Zollassistent Hilfzollassistent                                                            | Trợ lý hải quan                                                                                          | Thượng sĩ                  |
|          |         | Zollbetriebsassistent Hilfszollbetriebsassistent                                           | Trợ lý điều hành hải quan                                                                                | Trung sĩ                   |
|          |         | Zolloberwachtmeister                                                                       | Giám sát hải quan cấp cao                                                                                | Sĩ quan cấp dưới           |
|          |         | Zollwachtmeister                                                                           | Giám sát hải quan                                                                                        | "Miễn" Thượng "Miễn"       |
|          |         | Zollgrenzangestellter                                                                      | Nhân viên cửa khẩu hải quan                                                                              | Binh                       |

- Các thứ hạng in nghiêng với tiền tố Hilfs- thuộc về Zollgrenzschutz-Reserve (ZGS-Reserve) (Bộ đội Biên phòng Hải quan), trước đây là Verstärkter Grenzaufsichtsdienst (VGAD) (Lực lượng Tăng cường Kiểm tra Biên giới) ).